# Затока Лаврентія
Затока Лаврентія (рос. Залив Лаврентия) — затока в північній частині Берингового моря. Адміністративно належить до Чукотського району Чукотського автономного округу Росії.
Розташована на північ від Анадирської затоки. Відкрита на південний схід, вдається в материк на 43 км. Ширина біля входу 23 км. Глибина до 42 м.
На березі затоки тундрова рослинність. Берег обривистий, крутий. У затоку впадають річки Куйиматаваам, Еккулютеньвуеем і Нунамаваам. У затоці знаходяться бухти Мілководна і Безіменна. У центральній частині затоки розташовані острови Балка і Беннета. На узбережжі виділяються миси Нунямо, Пнаквин, Павлова, Піщаний, Індреніуса, Прихований, Верховського, Харгілах, Крігуйгун.
Припливи величиною близько 0,4 м, півдобові.

## Історичні відомості
Вперше затока нанесена на карту землепрохідцем Тимофієм Переваловим 1748 року. Через тридцять років, 10 серпня 1778 року, в день Святого Лаврентія — покровителя мандрівників, Джеймс Кук побачив затоку з борту судна і дав їй ім'я святого. Згодом затоку відвідали експедиції Саричева і Біллінгса 1791 року, О. Є. Коцебу — 1817 року. Затока була детально досліджена експедицією російського мореплавця Ф. П. Літке в 1828 році. З 1927 року на південному березі затоки на мисі Харгілах було засновано село Лаврентія.